# 미카모촌 (도치기현)
미카모촌(三鴨村)은 도치기현의 남부 시모쓰가군에 속했던 촌이다.

## 역사
- 1889년 4월 1일 - 정촌제 시행에 의해 시모쓰가군 미카모촌이 성립하였다.
- 1955년 3월 31일 - 후지오카정, 헤야촌, 아카마촌과 합병해 후지오카정이 되었다.